# Hooters
«Hooters» — торгова марка двох американських приватних ресторанних мереж: «Hooters of America», Incorporated (базується в Атланті) та  «Hooters, Incorporated» (базується в Клірвотері). Сама назва ресторану в англійській мові двозначна: з одного боку, це сленгова назва сов (звідки і сова на логотипі), з іншої —  жаргонна назва жіночих грудей.
Цільовою клієнтурою є чоловіки, тому основою іміджу ресторану є сексуальність офіціанток. Хоча компанія і зорієнтована на харчування, «Hooters» не є фаст-фудом. Гамбургери і сендвічі тут теж пропонують, але в меню також є курячі крильця, різноманітні салати та страви із морепродуктів. Ресторан також має ліцензію на продаж алкогольних напоїв. Крім цього, під маркою «Hooters» продаються сувеніри та одяг.
24 січня 2011 компанія Chanticleer Holdings LLC завершила придбання акцій «Hooters of America Inc.» у сім’ї Брукса.

## Поширення Hooters

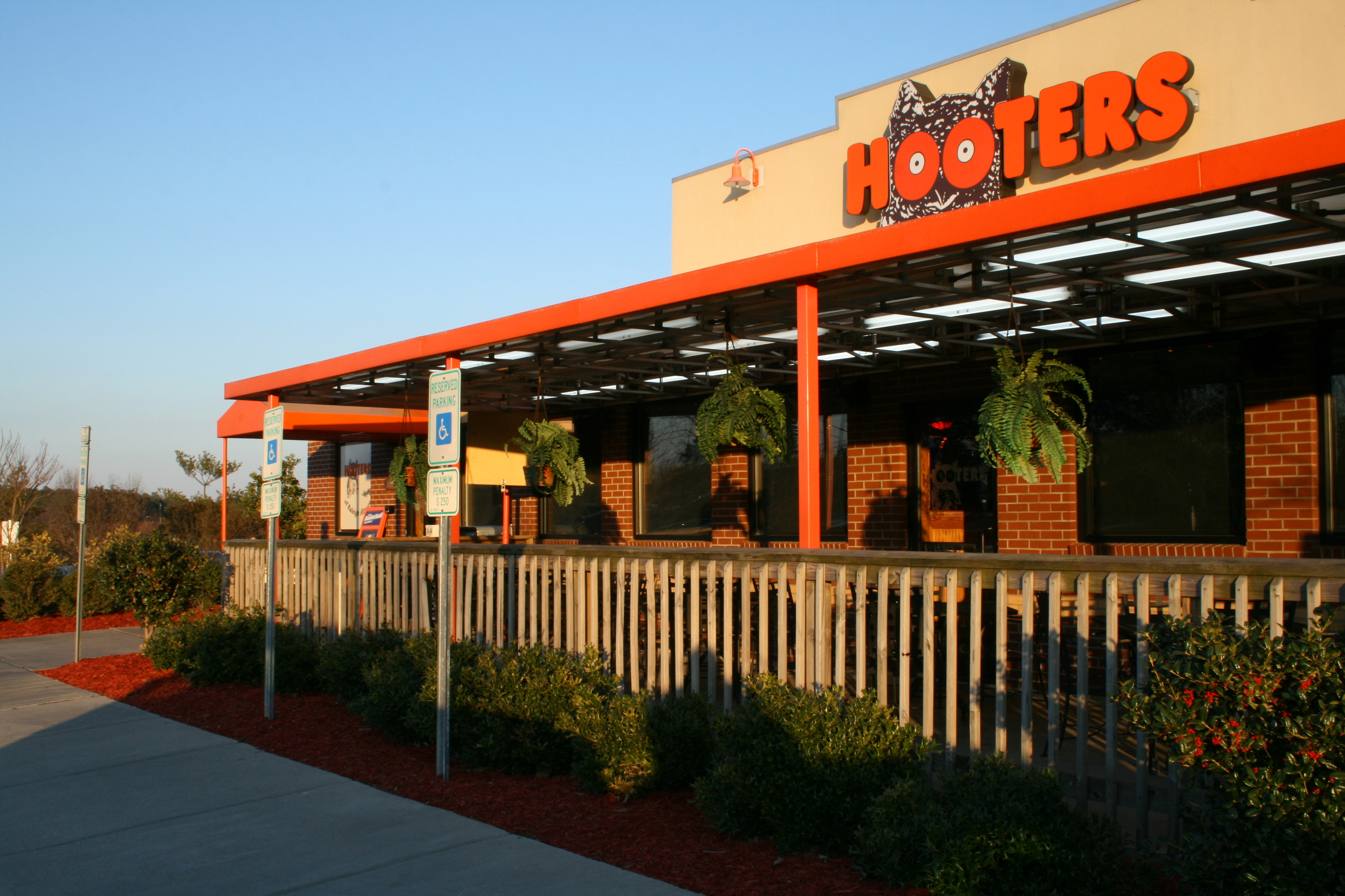
«Hooters» в Моррісвіллі (Північна Кароліна) у лютому 2009 року.

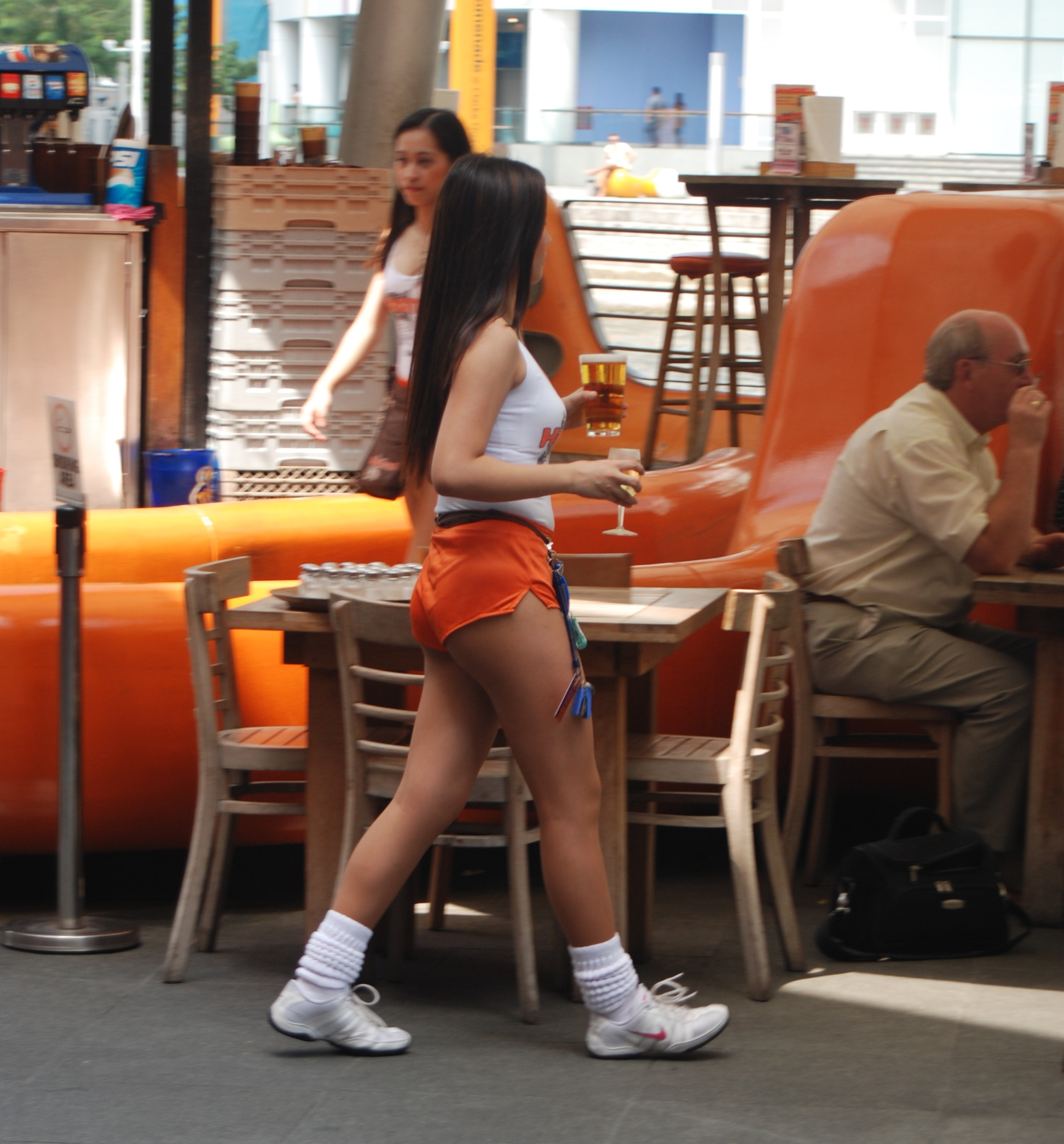
В ресторані «Hooters» в Сингапурі

У цей час тільки в США нараховується 460 ресторанів у 44 штатах, включаючи також Гуам та Віргінські острови. Окрім цього, ресторани «Hooters» розташовані ще в 27 країнах. Перший «Hooters» за межами американської території відкрився в Сінгапурі. Країнами, де розташовані ресторани мережі, є: Австралія, Австрія, Аргентина, Аруба, Бразилія, Велика Британія, Венесуела, Гватемала, Німеччина, Греція, Домініканська Республіка, Еквадор, Іспанія, Канада, Китай, Колумбія, Коста-Рика, Мексика, Панама, ПАР, Парагвай, Південна Корея, Перу, Тайвань, Філіппіни, Чехія, Чилі, Швейцарія, Японія.
Серед подальших планів компанії — відкриття філій на Алясці. Також компанія проголосила про готовність до франчайзингу для відкриття ресторанів в наступних країнах: Білорусь, Болівія, Данія, Ісландія, Італія, Норвегія, Польща, Росія, Словенія, Україна, Уругвай, Фінляндія, Франція, Швеція, а також країни Балтії..